# Balterswil TG
| TG ist das Kürzel für den Kanton Thurgau in der Schweiz. Es wird verwendet, um Verwechslungen mit anderen Einträgen des Namens Balterswil zu vermeiden. |

Balterswil ist eine Ortschaft der Gemeinde Bichelsee-Balterswil des Bezirks Münchwilen des Kantons Thurgau in der Schweiz. Am 1. Januar 1996  fusionierte die ehemalige Ortsgemeinde zur politischen Gemeinde Bichelsee-Balterswil.
Die Ortsgemeinde Balterswil war ein Teil der Munizipalgemeinde Bichelsee. Balterswil umfasste neben der Siedlung an der Lützelmurg die Weiler Zielwies, Ifwil (seit 1812) und Lochwies (seit 1843).

## Geschichte

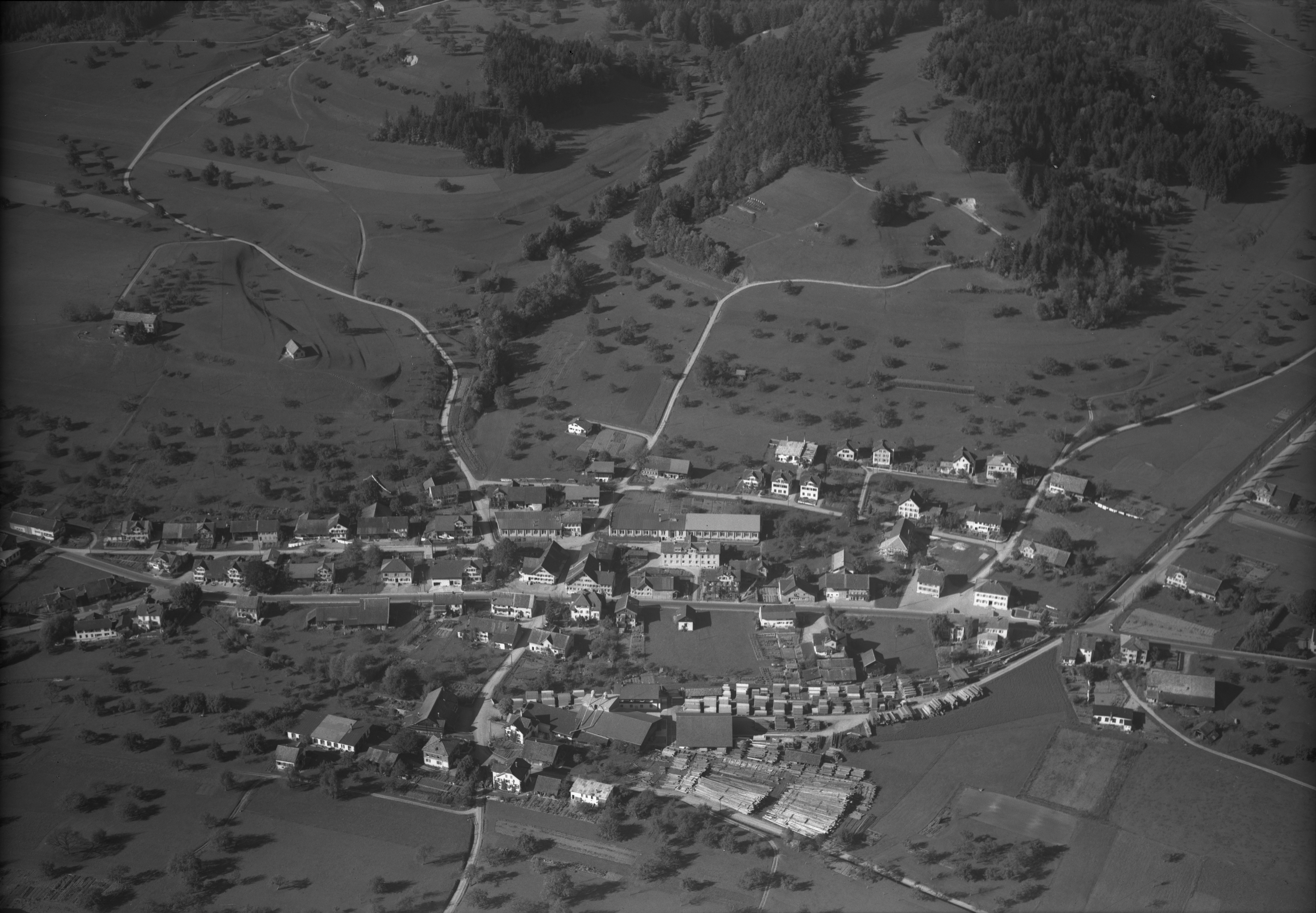
Balterswil im Jahr 1949

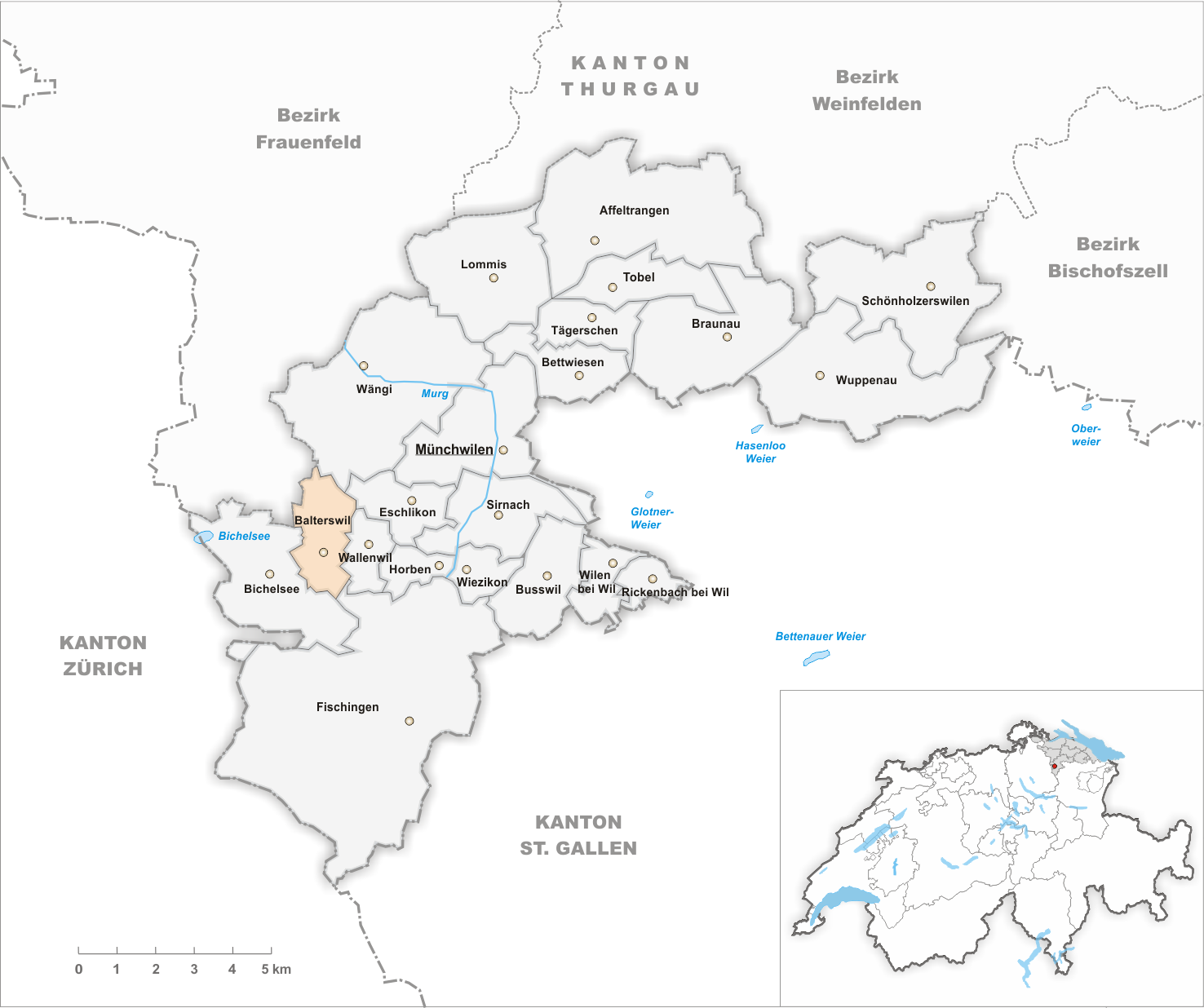
Gemeindestand vor der Fusion im Jahr 1996

Balterswil wurde 885 erstmals erwähnt als Baldherreswilare. Das Dorf gehörte im Spätmittelalter den Herren von Bichelsee und gelangte über die Landenberger 1419 an die Abtei Fischingen. Bis 1798 zählte es zum alten Fischinger Gericht. Kirchlich gehörte Balterswil stets zu Bichelsee. 1521 wurden die Weidnutzungsrechte auf Ifwil ausgedehnt, 1651 der Bürgernutzen auf die bestehenden Hofstätten beschränkt.
Zum Reb-, Acker- und Obstbau sowie der Torfgewinnung kam im 19. Jahrhundert die Viehwirtschaft hinzu. 1884 führte Brandstiftung zu einem Dorfbrand. Um 1900 bestanden mehrere kleine Stickereien, doch blieb die kleingewerblich-bäuerliche Erwerbsstruktur bis um 1970 bestehen. 1941 bis 1950 wurde das Riet Soor entwässert und 1979 eine Güterzusammenlegung begonnen. Am Ende des 20. Jahrhunderts prägten ein 1950 gegründeter Pneumatikbetrieb, eine daraus hervorgegangene Firma für Lagereinrichtungen mit total ca. 250 Beschäftigten sowie zahlreiche Wohnbauten das Dorfbild.

## Bevölkerung
| Bevölkerungsentwicklung von Balterswil | Bevölkerungsentwicklung von Balterswil | Bevölkerungsentwicklung von Balterswil | Bevölkerungsentwicklung von Balterswil | Bevölkerungsentwicklung von Balterswil | Bevölkerungsentwicklung von Balterswil | Bevölkerungsentwicklung von Balterswil | Bevölkerungsentwicklung von Balterswil | Bevölkerungsentwicklung von Balterswil | Bevölkerungsentwicklung von Balterswil | Bevölkerungsentwicklung von Balterswil |
| -------------------------------------- | -------------------------------------- | -------------------------------------- | -------------------------------------- | -------------------------------------- | -------------------------------------- | -------------------------------------- | -------------------------------------- | -------------------------------------- | -------------------------------------- | -------------------------------------- |
| Jahr                                   | 1870                                   | 1900                                   | 1910                                   | 1950                                   | 1980                                   | 1990                                   | 2000                                   | 2010                                   | 2018                                   | 2023                                   |
| Ortsgemeinde                           | 348                                    | 477                                    | 660                                    | 726                                    | 983                                    | 1130                                   |                                        |                                        |                                        |                                        |
| Ortschaft                              |                                        |                                        |                                        |                                        |                                        |                                        | 1013                                   | 1218                                   | 1872                                   | 2007                                   |
| Quelle                                 | [ 2 ]                                  | [ 2 ]                                  | [ 2 ]                                  | [ 2 ]                                  | [ 2 ]                                  | [ 2 ]                                  | [ 6 ]                                  | [ 7 ]                                  | [ 3 ]                                  | [ 8 ]                                  |

Von den insgesamt 2007 Einwohnern der Ortschaft Balterswil am 31. Dezember 2023 waren 284 bzw. 14,2 % ausländische Staatsbürger. 678 (33,8 %) waren römisch-katholisch und 472 (23,5 %) evangelisch-reformiert.